# بوریس موروس
بوریس موروس (انگلیسی: Boris Morros؛ ‏ ۱ ژانویهٔ ۱۸۹۱ – ۸ ژانویهٔ ۱۹۶۳) یکی از اعضای حزب کمونیست ایالات متحده آمریکا، عامل نفوذی اتحاد جماهیر شوروی و مأمور کمیساریای خلق در امور داخلی، جاسوس دوجانبه اداره تحقیقات فدرال و تهیه‌کننده فیلم اهل ایالات متحده آمریکا بود که مدتی نیز در پارامونت پیکچرز فعالیت کرد و در آنجا علاوه بر تهیه چند فیلم، سرپرست دپارتمان موسیقی آنها نیز بود.
از فیلم‌هایی که وی در آن‌ها نقش داشته‌است، می‌توان به شیطان‌های پرنده اشاره نمود.